# Криза присяги

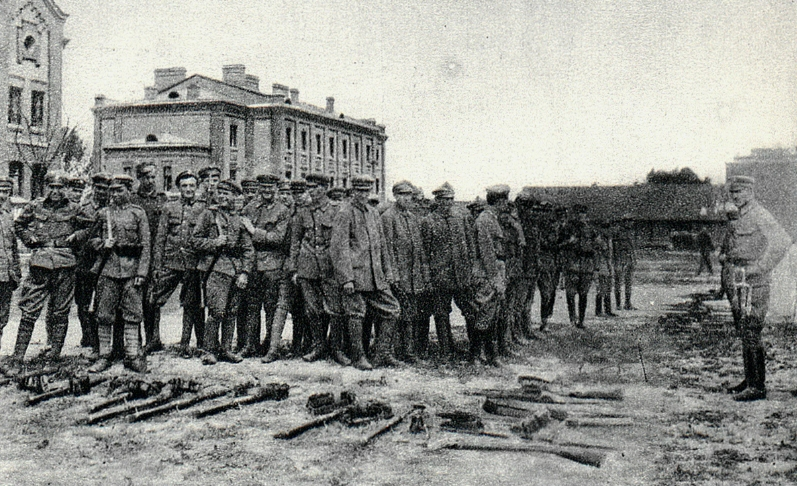
Відмова від присяги легіонерів 2-го піхотного полку

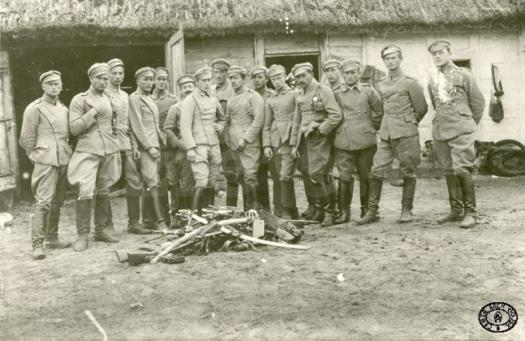
Легіонери 2-го полку уланів стоять перед кинутою зброєю після відмови від присяги

Криза присяги — криза 9-11 липня 1917 року, пов'язана з відмовою солдатів, здебільшого польських легіонів, принести присягу на вірність Королівству Польському та бути союзниками з арміями Німеччини та Австро-Угорщини до кінця Першої світової війни. В основному учасниками були солдати 1 і 3 бригади польських легіонів.

## Історія
Після видання Акту 5 листопада 1916 року німецький генерал-губернатор Ганс Гартвіг фон Беселер навесні 1917 року розпочав організацію Польських збройних сил (нім. Polnische Wehrmacht) і вирішив включити до них польські легіони. Це викликало необхідність скласти присягу на вірність німецькому імператору Вільгельму II (попередня присяга була складена австро-угорському монарху). У порядку присяги, серед іншого, говорилося: що
|                          | ...батьківщині своїй, Польському королівству і моєму майбутньому королю на землі, на воді і на всякому місці буду вірно і чесно служити, а в нинішній війні вірно зберігатиму братерство по зброї з військами Німеччини та Австро-Угорщини і країн в союзі з ними |
| — Stanisław Głąbiński, . | |

Юзеф Пілсудський, політик із найбільшим впливом у легіонах, рекомендував легіонерам не складати присяги. Більшість солдатів 1-ї та 3-ї бригад демонстративно ухилилися від нього 9 липня 1917 року. Натомість більшість вояків 2-ї бригади, яка не орієнтувалась на Юзефа Пілсудського (її командував генерал Юзеф Галлер), склали присягу. Ці солдати приєдналися до «Polnische Wehrmacht», який тим часом називався Польським допоміжним корпусом — під німецьким командуванням і набраним із мобілізованих.
Легіонери, які відмовилися прийняти присягу, були інтерновані у два табори: солдати у табір у Щипйорно, а офіцери у Бенямінові. У ніч з 21 на 22 липня 1917 року Юзефа Пілсудського та Казимира Соснковського заарештували. Після короткого ув'язнення в кількох в'язницях Пілсудського перевезли до Магдебурга, де він перебував у суворій ізоляції у військовій фортеці. В серпні 1918 року Соснковського перевели до нього.
На знак протесту проти інтернування польських солдатів Тимчасова державна рада, яка керувала в Королівстві Польському, саморозпустилася, а її обов'язки перебрала Регентська рада.